# آيت مخون (آيت واحي)
آيت مخون هو دُوَّار يقع بجماعة أملاكو، إقليم الرشيدية، جهة درعة تافيلالت في المملكة المغربية. ينتمي الدوّار لمشيخة آيت واحي التي تضم 13 دوار. يقدر عدد سكانه بـ 170 نسمة حسب الإحصاء الرسمي للسكان والسكنى لسنة 2004.

## وصلات خارجية
- البوابة الوطنية للجماعات الترابية
- المندوبية السامية للتخطيط